# 1412
Portal Geschichte | Portal Biografien | Aktuelle Ereignisse | Jahreskalender | Tagesartikel

◄ |
14. Jahrhundert |
15. Jahrhundert
| 16. Jahrhundert | ►

◄ |
1380er |
1390er |
1400er |
1410er
| 1420er | 1430er | 1440er | ►

◄◄ |
◄ |
1408 |
1409 |
1410 |
1411 |
1412
| 1413 | 1414 | 1415 | 1416 | ► | ►►
Staatsoberhäupter  · Nekrolog   · Musikjahr
| Januar | Januar | Januar | Januar | Januar | Januar | Januar | Januar |
| Kw     | Mo     | Di     | Mi     | Do     | Fr     | Sa     | So     |
| ------ | ------ | ------ | ------ | ------ | ------ | ------ | ------ |
| 53     |        |        |        |        | 1      | 2      | 3      |
| 1      | 4      | 5      | 6      | 7      | 8      | 9      | 10     |
| 2      | 11     | 12     | 13     | 14     | 15     | 16     | 17     |
| 3      | 18     | 19     | 20     | 21     | 22     | 23     | 24     |
| 4      | 25     | 26     | 27     | 28     | 29     | 30     | 31     |

| Februar | Februar | Februar | Februar | Februar | Februar | Februar | Februar |
| Kw      | Mo      | Di      | Mi      | Do      | Fr      | Sa      | So      |
| ------- | ------- | ------- | ------- | ------- | ------- | ------- | ------- |
| 5       | 1       | 2       | 3       | 4       | 5       | 6       | 7       |
| 6       | 8       | 9       | 10      | 11      | 12      | 13      | 14      |
| 7       | 15      | 16      | 17      | 18      | 19      | 20      | 21      |
| 8       | 22      | 23      | 24      | 25      | 26      | 27      | 28      |
| 9       | 29      |         |         |         |         |         |         |

| März | März | März | März | März | März | März | März |
| Kw   | Mo   | Di   | Mi   | Do   | Fr   | Sa   | So   |
| ---- | ---- | ---- | ---- | ---- | ---- | ---- | ---- |
| 9    |      | 1    | 2    | 3    | 4    | 5    | 6    |
| 10   | 7    | 8    | 9    | 10   | 11   | 12   | 13   |
| 11   | 14   | 15   | 16   | 17   | 18   | 19   | 20   |
| 12   | 21   | 22   | 23   | 24   | 25   | 26   | 27   |
| 13   | 28   | 29   | 30   | 31   |      |      |      |

| April | April | April | April | April | April | April | April |
| Kw    | Mo    | Di    | Mi    | Do    | Fr    | Sa    | So    |
| ----- | ----- | ----- | ----- | ----- | ----- | ----- | ----- |
| 13    |       |       |       |       | 1     | 2     | 3     |
| 14    | 4     | 5     | 6     | 7     | 8     | 9     | 10    |
| 15    | 11    | 12    | 13    | 14    | 15    | 16    | 17    |
| 16    | 18    | 19    | 20    | 21    | 22    | 23    | 24    |
| 17    | 25    | 26    | 27    | 28    | 29    | 30    |       |

| Mai | Mai | Mai | Mai | Mai | Mai | Mai | Mai |
| Kw  | Mo  | Di  | Mi  | Do  | Fr  | Sa  | So  |
| --- | --- | --- | --- | --- | --- | --- | --- |
| 17  |     |     |     |     |     |     | 1   |
| 18  | 2   | 3   | 4   | 5   | 6   | 7   | 8   |
| 19  | 9   | 10  | 11  | 12  | 13  | 14  | 15  |
| 20  | 16  | 17  | 18  | 19  | 20  | 21  | 22  |
| 21  | 23  | 24  | 25  | 26  | 27  | 28  | 29  |
| 22  | 30  | 31  |     |     |     |     |     |

| Juni | Juni | Juni | Juni | Juni | Juni | Juni | Juni |
| Kw   | Mo   | Di   | Mi   | Do   | Fr   | Sa   | So   |
| ---- | ---- | ---- | ---- | ---- | ---- | ---- | ---- |
| 22   |      |      | 1    | 2    | 3    | 4    | 5    |
| 23   | 6    | 7    | 8    | 9    | 10   | 11   | 12   |
| 24   | 13   | 14   | 15   | 16   | 17   | 18   | 19   |
| 25   | 20   | 21   | 22   | 23   | 24   | 25   | 26   |
| 26   | 27   | 28   | 29   | 30   |      |      |      |

| Juli | Juli | Juli | Juli | Juli | Juli | Juli | Juli |
| Kw   | Mo   | Di   | Mi   | Do   | Fr   | Sa   | So   |
| ---- | ---- | ---- | ---- | ---- | ---- | ---- | ---- |
| 26   |      |      |      |      | 1    | 2    | 3    |
| 27   | 4    | 5    | 6    | 7    | 8    | 9    | 10   |
| 28   | 11   | 12   | 13   | 14   | 15   | 16   | 17   |
| 29   | 18   | 19   | 20   | 21   | 22   | 23   | 24   |
| 30   | 25   | 26   | 27   | 28   | 29   | 30   | 31   |

| August | August | August | August | August | August | August | August |
| Kw     | Mo     | Di     | Mi     | Do     | Fr     | Sa     | So     |
| ------ | ------ | ------ | ------ | ------ | ------ | ------ | ------ |
| 31     | 1      | 2      | 3      | 4      | 5      | 6      | 7      |
| 32     | 8      | 9      | 10     | 11     | 12     | 13     | 14     |
| 33     | 15     | 16     | 17     | 18     | 19     | 20     | 21     |
| 34     | 22     | 23     | 24     | 25     | 26     | 27     | 28     |
| 35     | 29     | 30     | 31     |        |        |        |        |

| September | September | September | September | September | September | September | September |
| Kw        | Mo        | Di        | Mi        | Do        | Fr        | Sa        | So        |
| --------- | --------- | --------- | --------- | --------- | --------- | --------- | --------- |
| 35        |           |           |           | 1         | 2         | 3         | 4         |
| 36        | 5         | 6         | 7         | 8         | 9         | 10        | 11        |
| 37        | 12        | 13        | 14        | 15        | 16        | 17        | 18        |
| 38        | 19        | 20        | 21        | 22        | 23        | 24        | 25        |
| 39        | 26        | 27        | 28        | 29        | 30        |           |           |

| Oktober | Oktober | Oktober | Oktober | Oktober | Oktober | Oktober | Oktober |
| Kw      | Mo      | Di      | Mi      | Do      | Fr      | Sa      | So      |
| ------- | ------- | ------- | ------- | ------- | ------- | ------- | ------- |
| 39      |         |         |         |         |         | 1       | 2       |
| 40      | 3       | 4       | 5       | 6       | 7       | 8       | 9       |
| 41      | 10      | 11      | 12      | 13      | 14      | 15      | 16      |
| 42      | 17      | 18      | 19      | 20      | 21      | 22      | 23      |
| 43      | 24      | 25      | 26      | 27      | 28      | 29      | 30      |
| 44      | 31      |         |         |         |         |         |         |

| November | November | November | November | November | November | November | November |
| Kw       | Mo       | Di       | Mi       | Do       | Fr       | Sa       | So       |
| -------- | -------- | -------- | -------- | -------- | -------- | -------- | -------- |
| 44       |          | 1        | 2        | 3        | 4        | 5        | 6        |
| 45       | 7        | 8        | 9        | 10       | 11       | 12       | 13       |
| 46       | 14       | 15       | 16       | 17       | 18       | 19       | 20       |
| 47       | 21       | 22       | 23       | 24       | 25       | 26       | 27       |
| 48       | 28       | 29       | 30       |          |          |          |          |

| Dezember | Dezember | Dezember | Dezember | Dezember | Dezember | Dezember | Dezember |
| Kw       | Mo       | Di       | Mi       | Do       | Fr       | Sa       | So       |
| -------- | -------- | -------- | -------- | -------- | -------- | -------- | -------- |
| 48       |          |          |          | 1        | 2        | 3        | 4        |
| 49       | 5        | 6        | 7        | 8        | 9        | 10       | 11       |
| 50       | 12       | 13       | 14       | 15       | 16       | 17       | 18       |
| 51       | 19       | 20       | 21       | 22       | 23       | 24       | 25       |
| 52       | 26       | 27       | 28       | 29       | 30       | 31       |          |

| Januar | Januar | Januar | Januar | Januar | Januar | Januar | Januar |
| Kw     | Mo     | Di     | Mi     | Do     | Fr     | Sa     | So     |
| ------ | ------ | ------ | ------ | ------ | ------ | ------ | ------ |
| 53     |        |        |        |        | 1      | 2      | 3      |
| 1      | 4      | 5      | 6      | 7      | 8      | 9      | 10     |
| 2      | 11     | 12     | 13     | 14     | 15     | 16     | 17     |
| 3      | 18     | 19     | 20     | 21     | 22     | 23     | 24     |
| 4      | 25     | 26     | 27     | 28     | 29     | 30     | 31     |

| Februar | Februar | Februar | Februar | Februar | Februar | Februar | Februar |
| Kw      | Mo      | Di      | Mi      | Do      | Fr      | Sa      | So      |
| ------- | ------- | ------- | ------- | ------- | ------- | ------- | ------- |
| 5       | 1       | 2       | 3       | 4       | 5       | 6       | 7       |
| 6       | 8       | 9       | 10      | 11      | 12      | 13      | 14      |
| 7       | 15      | 16      | 17      | 18      | 19      | 20      | 21      |
| 8       | 22      | 23      | 24      | 25      | 26      | 27      | 28      |
| 9       | 29      |         |         |         |         |         |         |

| März | März | März | März | März | März | März | März |
| Kw   | Mo   | Di   | Mi   | Do   | Fr   | Sa   | So   |
| ---- | ---- | ---- | ---- | ---- | ---- | ---- | ---- |
| 9    |      | 1    | 2    | 3    | 4    | 5    | 6    |
| 10   | 7    | 8    | 9    | 10   | 11   | 12   | 13   |
| 11   | 14   | 15   | 16   | 17   | 18   | 19   | 20   |
| 12   | 21   | 22   | 23   | 24   | 25   | 26   | 27   |
| 13   | 28   | 29   | 30   | 31   |      |      |      |

| April | April | April | April | April | April | April | April |
| Kw    | Mo    | Di    | Mi    | Do    | Fr    | Sa    | So    |
| ----- | ----- | ----- | ----- | ----- | ----- | ----- | ----- |
| 13    |       |       |       |       | 1     | 2     | 3     |
| 14    | 4     | 5     | 6     | 7     | 8     | 9     | 10    |
| 15    | 11    | 12    | 13    | 14    | 15    | 16    | 17    |
| 16    | 18    | 19    | 20    | 21    | 22    | 23    | 24    |
| 17    | 25    | 26    | 27    | 28    | 29    | 30    |       |

| Mai | Mai | Mai | Mai | Mai | Mai | Mai | Mai |
| Kw  | Mo  | Di  | Mi  | Do  | Fr  | Sa  | So  |
| --- | --- | --- | --- | --- | --- | --- | --- |
| 17  |     |     |     |     |     |     | 1   |
| 18  | 2   | 3   | 4   | 5   | 6   | 7   | 8   |
| 19  | 9   | 10  | 11  | 12  | 13  | 14  | 15  |
| 20  | 16  | 17  | 18  | 19  | 20  | 21  | 22  |
| 21  | 23  | 24  | 25  | 26  | 27  | 28  | 29  |
| 22  | 30  | 31  |     |     |     |     |     |

| Juni | Juni | Juni | Juni | Juni | Juni | Juni | Juni |
| Kw   | Mo   | Di   | Mi   | Do   | Fr   | Sa   | So   |
| ---- | ---- | ---- | ---- | ---- | ---- | ---- | ---- |
| 22   |      |      | 1    | 2    | 3    | 4    | 5    |
| 23   | 6    | 7    | 8    | 9    | 10   | 11   | 12   |
| 24   | 13   | 14   | 15   | 16   | 17   | 18   | 19   |
| 25   | 20   | 21   | 22   | 23   | 24   | 25   | 26   |
| 26   | 27   | 28   | 29   | 30   |      |      |      |

| Juli | Juli | Juli | Juli | Juli | Juli | Juli | Juli |
| Kw   | Mo   | Di   | Mi   | Do   | Fr   | Sa   | So   |
| ---- | ---- | ---- | ---- | ---- | ---- | ---- | ---- |
| 26   |      |      |      |      | 1    | 2    | 3    |
| 27   | 4    | 5    | 6    | 7    | 8    | 9    | 10   |
| 28   | 11   | 12   | 13   | 14   | 15   | 16   | 17   |
| 29   | 18   | 19   | 20   | 21   | 22   | 23   | 24   |
| 30   | 25   | 26   | 27   | 28   | 29   | 30   | 31   |

| August | August | August | August | August | August | August | August |
| Kw     | Mo     | Di     | Mi     | Do     | Fr     | Sa     | So     |
| ------ | ------ | ------ | ------ | ------ | ------ | ------ | ------ |
| 31     | 1      | 2      | 3      | 4      | 5      | 6      | 7      |
| 32     | 8      | 9      | 10     | 11     | 12     | 13     | 14     |
| 33     | 15     | 16     | 17     | 18     | 19     | 20     | 21     |
| 34     | 22     | 23     | 24     | 25     | 26     | 27     | 28     |
| 35     | 29     | 30     | 31     |        |        |        |        |

| September | September | September | September | September | September | September | September |
| Kw        | Mo        | Di        | Mi        | Do        | Fr        | Sa        | So        |
| --------- | --------- | --------- | --------- | --------- | --------- | --------- | --------- |
| 35        |           |           |           | 1         | 2         | 3         | 4         |
| 36        | 5         | 6         | 7         | 8         | 9         | 10        | 11        |
| 37        | 12        | 13        | 14        | 15        | 16        | 17        | 18        |
| 38        | 19        | 20        | 21        | 22        | 23        | 24        | 25        |
| 39        | 26        | 27        | 28        | 29        | 30        |           |           |

| Oktober | Oktober | Oktober | Oktober | Oktober | Oktober | Oktober | Oktober |
| Kw      | Mo      | Di      | Mi      | Do      | Fr      | Sa      | So      |
| ------- | ------- | ------- | ------- | ------- | ------- | ------- | ------- |
| 39      |         |         |         |         |         | 1       | 2       |
| 40      | 3       | 4       | 5       | 6       | 7       | 8       | 9       |
| 41      | 10      | 11      | 12      | 13      | 14      | 15      | 16      |
| 42      | 17      | 18      | 19      | 20      | 21      | 22      | 23      |
| 43      | 24      | 25      | 26      | 27      | 28      | 29      | 30      |
| 44      | 31      |         |         |         |         |         |         |

| November | November | November | November | November | November | November | November |
| Kw       | Mo       | Di       | Mi       | Do       | Fr       | Sa       | So       |
| -------- | -------- | -------- | -------- | -------- | -------- | -------- | -------- |
| 44       |          | 1        | 2        | 3        | 4        | 5        | 6        |
| 45       | 7        | 8        | 9        | 10       | 11       | 12       | 13       |
| 46       | 14       | 15       | 16       | 17       | 18       | 19       | 20       |
| 47       | 21       | 22       | 23       | 24       | 25       | 26       | 27       |
| 48       | 28       | 29       | 30       |          |          |          |          |

| Dezember | Dezember | Dezember | Dezember | Dezember | Dezember | Dezember | Dezember |
| Kw       | Mo       | Di       | Mi       | Do       | Fr       | Sa       | So       |
| -------- | -------- | -------- | -------- | -------- | -------- | -------- | -------- |
| 48       |          |          |          | 1        | 2        | 3        | 4        |
| 49       | 5        | 6        | 7        | 8        | 9        | 10       | 11       |
| 50       | 12       | 13       | 14       | 15       | 16       | 17       | 18       |
| 51       | 19       | 20       | 21       | 22       | 23       | 24       | 25       |
| 52       | 26       | 27       | 28       | 29       | 30       | 31       |          |

## Ereignisse

### Politik und Weltgeschehen

#### Heiliges Römisches Reich
- 1. März: Nach dem Tod seines Vaters Albrecht III. wird Albrecht V. Herzog von Mecklenburg unter der Vormundschaft seiner Mutter Agnes.

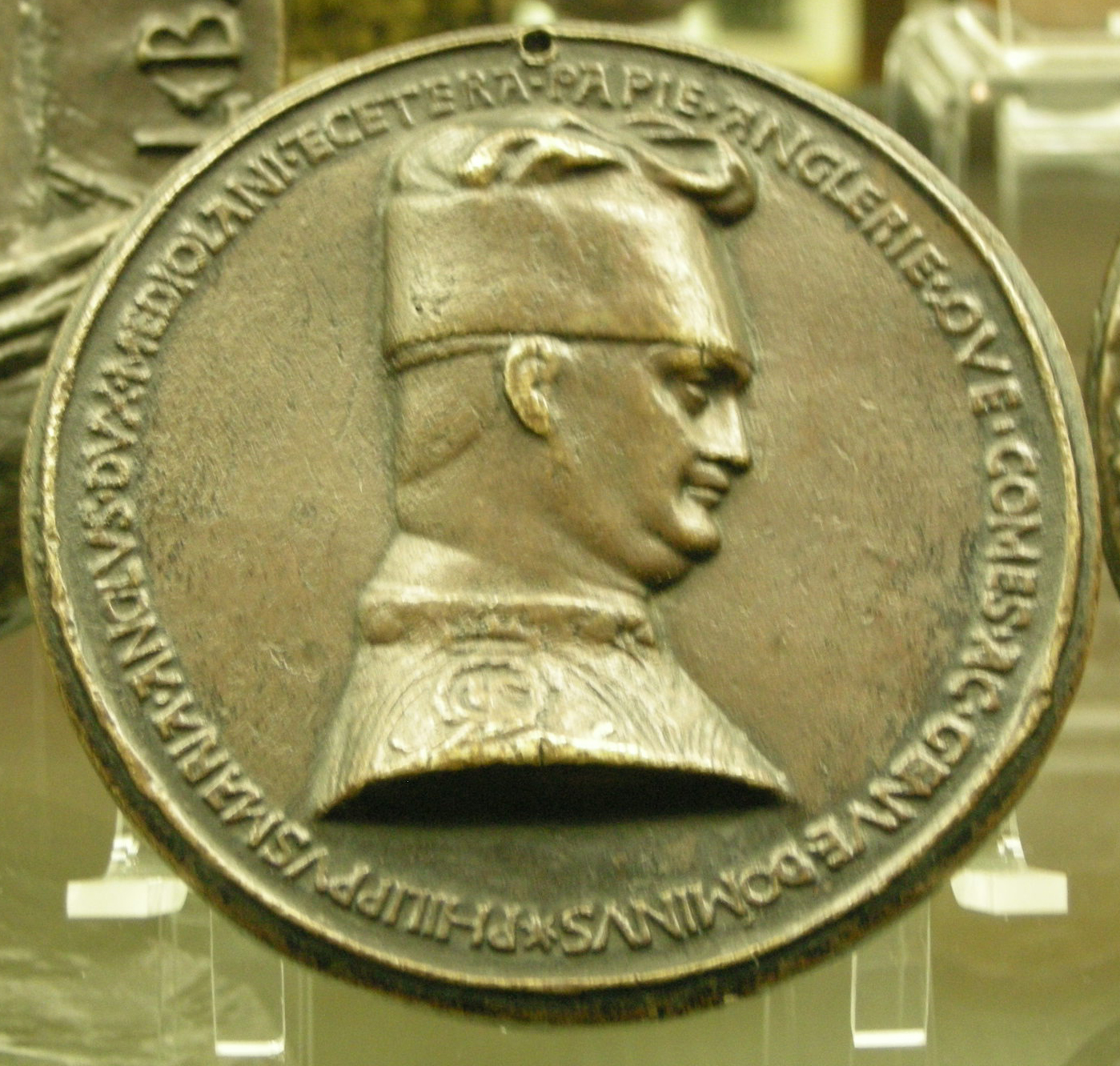
Filippo Maria Visconti
auf einer Medaille Pisanellos

- 16. Mai: Der wegen seiner Grausamkeit berüchtigte Giovanni Maria Visconti wird von Ghibellinen ermordet, während sein Regent, der Condottiere Facino Cane de Casale im Sterben liegt. Sein ähnlich grausamer Bruder Filippo Maria Visconti folgt ihm als Herzog von Mailand. Im gleichen Jahr heiratet der Zwanzigjährige Beatrice di Tenda, die vierzigjährige Witwe Facino Cane de Casales. Dadurch kann Visconti über Canes Truppen verfügen, während Beatrice die Ländereien ihres Gatten behalten darf.
- 14. Juli: In Prag werden drei Männer hingerichtet, die sich öffentlich gegen den Ablasshandel gewehrt haben.
- 24. Oktober: Zweite Schlacht am Kremmer Damm
- Gegen Jan Hus, der gegen kirchliche Missstände und Ablasshandel predigt, wird das Interdikt verhängt. Hus verlässt Prag, wo er Rektor der Universität war und geht nach Südböhmen.
- Der Hildesheimer Fürstbischof Johann III. von Hoya gibt die Genehmigung zur Befestigung seiner südlichen Landesgrenze gegen das Herzogtum Braunschweig durch die Bockenemer Landwehr.
- Der Fleglerkrieg beginnt.

#### Weitere Ereignisse in Mitteleuropa
- Władysław II. Jagiełło und Sigismund von Luxemburg schließen am 8. November den Vertrag von Lublau, betreffend der Zips, der bis 1772 Gültigkeit hat.

#### Skandinavien
- 28. Oktober: Durch den Tod seiner Großtante Margarethe I. im Flensburger Hafen wird der von ihr zum Erben bestimmte Erik VII. alleiniger Herrscher der von ihr etablierten Kalmarer Union aus Dänemark, Norwegen und Schweden.

#### Frankreich
- Januar: Johann Ohnefurcht, Herzog von Burgund, richtet als de facto Machthaber in Frankreich den 1382 abgeschafften Prévôt des marchands wieder ein, der die Interessen des Bürgertums beim französischen König vertritt, und stärkt damit seine Position in Paris.
- 8. Mai: Im Vertrag von Bourges sichert der englische König Heinrich IV. den französischen Herzögen Johann von Berry und Karl von Orléans seine Unterstützung gegen die Bourguignons zu, und soll dafür das Herzogtum Aquitanien zurückerhalten.
- 22. August: Die Armagnacs schließen mit den Bourguignons den Vertrag von Auxerre, nach dem keine Seite ausländische Militärhilfe in Anspruch nehmen wird. Der Bürgerkrieg der Armagnacs und Bourguignons scheint zur Erleichterung ganz Frankreichs beendet.
- 17. November: Mit dem Vertrag von Buzançais müssen Johann von Berry und Karl von Orléans den Abzug der im September gelandeten englischen Truppen unter Thomas of Lancaster, 1. Herzog von Clarence, erkaufen.

#### Süd- und Westeuropa
- Fernando I. wird mit dem Kompromiss von Caspe am 24. Juni zum Nachfolger von Martin I. auf dem Thron Aragoniens bestimmt.

#### Ägypten
- Mai: Faradsch, Sultan der Mamluken in Ägypten, wird gestürzt und auf Betreiben der Rechtsgelehrten ermordet. Im September erklärt sich auf deren Drängen der Kalif der Abbasiden al-Mustain bereit, das Amt zu übernehmen. Er ernennt al-Mu'aiyad Schaich zum Oberbefehlshaber der Streitkräfte. Diesem gelingt es, ihn völlig zu isolieren und bringt ihn dazu, im November zu seinen Gunsten abzudanken.

#### Japan
- Go-Komatsu dankt als Kaiser von Japan ab. Sein Sohn Shōkō wird 101. Tennō.

### Kultur und Gesellschaft
- Pfingsten: Der Kötztinger Pfarrer erhält von Kötztinger Burschen sicheres Geleit nach Steinbühl. Daraus entwickelt sich auf Grund eines Gelöbnisses der Kötztinger Pfingstritt.

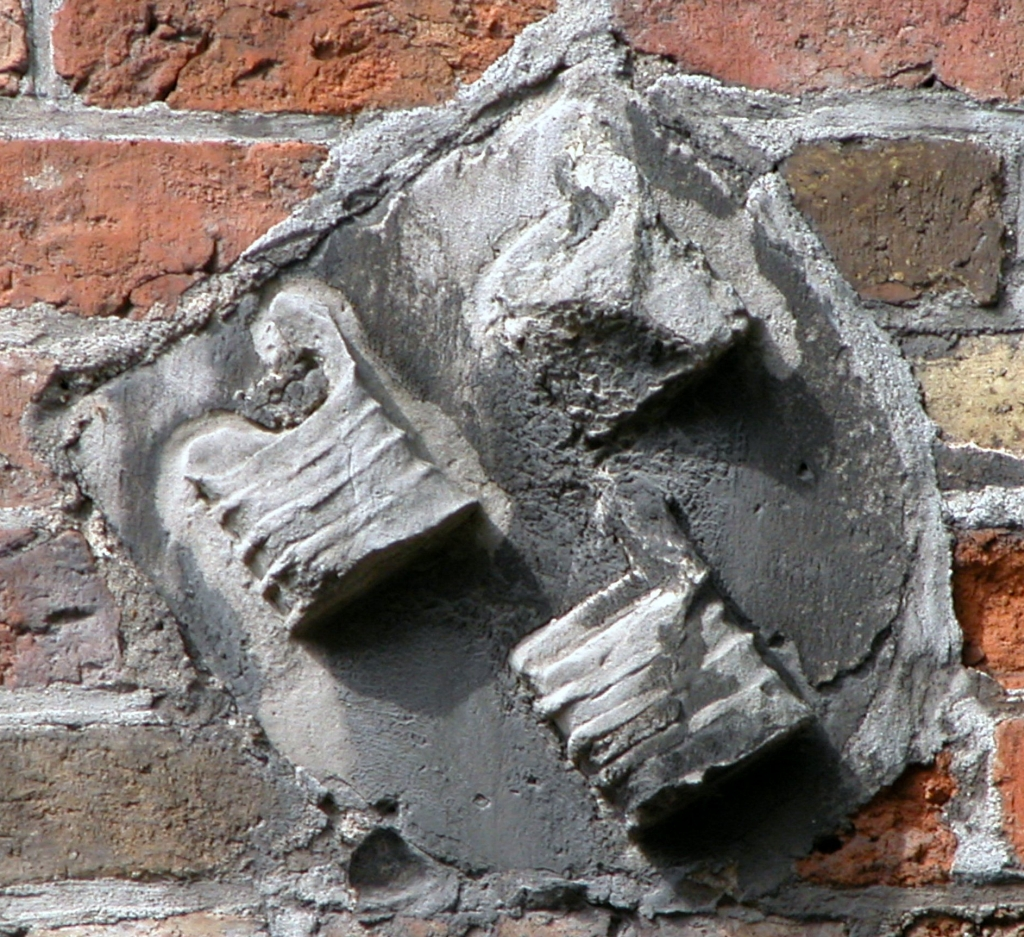
Vermutliches Wappen Johann Embers an der Südfront der Liberei

- Johann Ember, Pfarrer der Andreaskirche in Braunschweig, stiftet seine Handschriften und lässt dafür zusätzlich die Liberei erbauen, die erste öffentliche Bücherei nördlich der Alpen. Die genaue Ausführung des Baus wird am 25. September detailliert geregelt. Der Bau selbst nimmt 10 Jahre in Anspruch.
- An der Piazza Maggiore von Bologna wird der Palazzo dei Banchi erbaut.
- 1412 oder 1414: Der armenische Architekt Yeğyazar Kalfa beginnt im Auftrag von Sultan Mehmet I. mit dem Bau der Grünen Moschee und dem Grünen Mausoleum von Brussa.

### Katastrophen
- 22. November: Bei der Cäcilienflut, einer Sturmflut im Bereich der Unterelbe kommen bis zu 30.000 Menschen ums Leben.

## Geboren

### Geburtsdatum gesichert
- 06. Januar: Jeanne d’Arc („Jungfrau von Orléans“), französische Nationalheldin († 1431)
- 22. April: Reinhard III. von Hanau, Graf von Hanau († 1452)
- 05. Juni: Luigi III. Gonzaga, Markgraf von Mantua († 1478)
- 22. August: Friedrich II., Kurfürst von Sachsen († 1464)

### Genaues Geburtsdatum unbekannt
- Abraham Senior, jüdischer Finanzier und Hofrabbi von Kastilien († 1493)
- Luis de Beaumont, navarresischer Adliger, 1. Conde de Lerín († 1462)
- Mara Branković, serbische Prinzessin, Gattin des Sultans Murad II. († 1487)
- Hans von Flachslanden, Bürgermeister von Basel († 1476)
- Katharina von Hoya, Äbtissin des Klosters Wienhausen († 1474)
- Diether von Isenburg, Erzbischof von Mainz, Kurfürst und Erzkanzler († 1482)
- Bernhard von Kraiburg, deutscher Humanist und Bischof von Chiemsee († 1477)

### Geboren um 1412
- Magdalena von Brandenburg, Herzogin von Braunschweig-Lüneburg († 1454)
- Ralph Dacre, englischer Adeliger († 1461)

## Gestorben

### Todesdatum gesichert

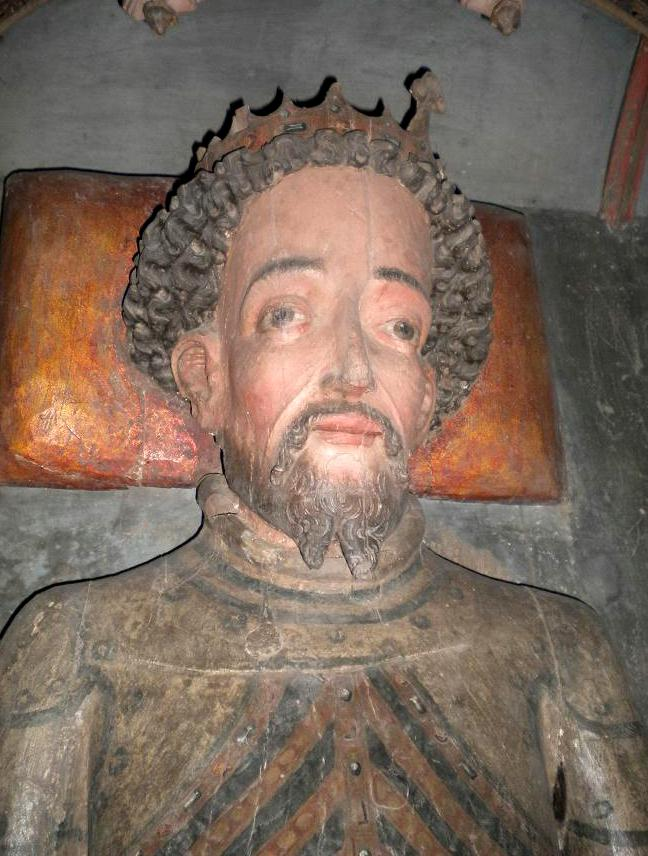
Grab Albrechts III.

- 11. Januar: Antonio Caetani, italienischer Kardinal der römisch-katholischen Kirche (* um 1360)
- 01. März: Albrecht III., schwedischer König und Herzog zu Mecklenburg (* um 1338)
- 05. März: Alfonso de Aragón y Foix, Graf von Ribagorza, Ampurias und Prades (* um 1332)
- 02. April: Ruy González de Clavijo, spanischer Diplomat und Autor
- 21. April: Guy XII. de Laval, französischer Adliger (* vor 1348)
- 16. Mai: Facino Cane de Casale, italienischer Condottiere (* 1360)
- 16. Mai: Giovanni Maria Visconti, Herzog von Mailand (* 1388)
- 17. Juni: Enrico Minutoli, italienischer Kardinal, Bischof von Sabina
- 21. Juni: Friedrich X., Graf von Hohenzollern
- 14. Juli: Francesco Uguccione, französischer Kardinal
- 28. Juli: Heinrich III. von Rosenberg, böhmischer Adeliger, höchster Burggraf in Prag (* 1361)
- 29. Juli: Peter von Navarra, französischer Adeliger, Graf von Mortain (* 1366)
- 06. August: Margarethe von Durazzo, Königin von Ungarn und Neapel (* 1347)
- 24. Oktober: Johannes von Hohenlohe, deutscher Ritter (* um 1370)

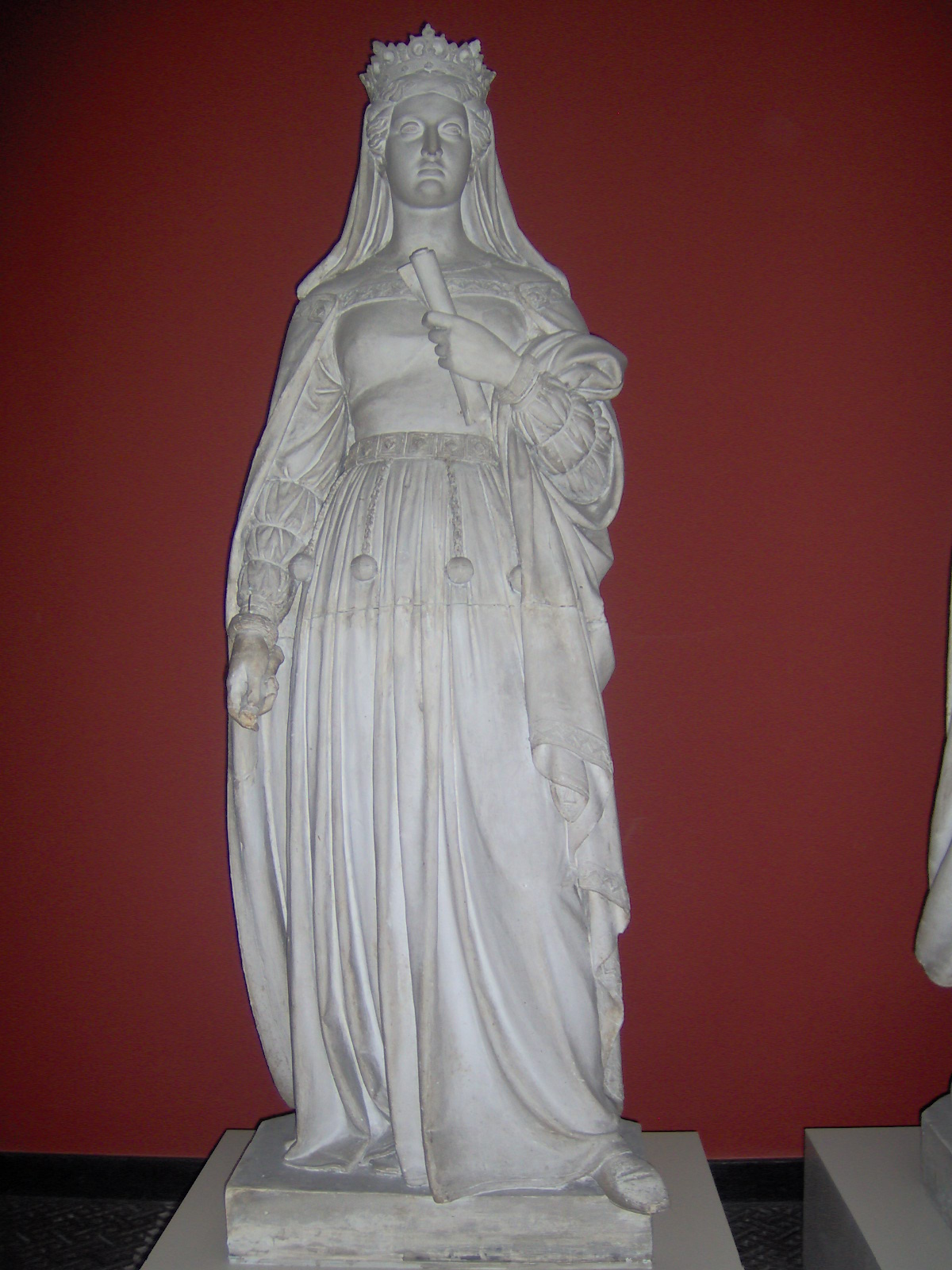
Statue Margarethes I. von Herman Wilhelm Bissen

- 28. Oktober: Margarethe I., Königin von Dänemark, Norwegen und Schweden (* 1353)
- 28. Dezember: Konrad III., Herzog von Oels (* 1354/59)
- 30. Dezember: Elisabeth von Nassau-Hadamar, Fürstäbtissin des Stifts Essen

### Genaues Todesdatum unbekannt
- Johannes Ciconia, niederländischer Komponist
- Archambaud de Grailly, französischer Vizegraf von Castillon und Gruson (* um 1330)
- Konrad von Hebenstreit, Bischof von Gurk und Freising
- Otto Jageteufel, Ratsherr und Bürgermeister von Stettin
- Faradsch, Sultan der Mamluken in Ägypten (* 1386)